# Prosper Teughels
Jean Prosper Teughels, dit Prosper Teughels, né le 19 septembre 1889, est un bourgmestre rexiste du Grand Charleroi. Il est assassiné par le résistant Victor Thonet le 19 novembre 1942.

## Biographie
Vers 1935, Prosper Teughels est président de la « Fédération des associations des commerçants du Bassin de Charleroi ». À Charleroi, comme partout ailleurs dans le pays, ce sont les commerçants qui affichent le plus grand soutien à Rex dont Teughels est membre.
Le 8 mars 1936, Teughels fait voter lors d'une réunion le ralliement de la fédération à Rex. Même si une grande majorité des personnes ayant droit de votes à l'association accepte la proposition, celles-ci sont minoritaires parmi les personnes présentes. En réaction à cette décision, les associations des commerçants de Farciennes, de Marcinelle, de Châtelet et de Mont-sur-Marchienne quittent la Fédération du Bassin de Charleroi.
Lors des élections législatives de mai 1936, Rex obtient 8,6 % des suffrages dans l'arrondissement de Charleroi et Prosper Teughels devient député. Il est élu conseiller communal de Charleroi lors du scrutin du 16 octobre 1938,. Lors des élections législatives de 1939, qui confirment la « déconfiture » électorale de Rex, il n'est pas réélu au Parlement.
Au début de l'année 1940, Teughels annonce dans une lettre qu'il adresse à Pierre Daye, une des principales figures du rexisme, qu'il rompt avec Léon Degrelle. Il reproche à Degrelle une attitude ignoble à l'égard de ses anciens collaborateurs.
Le 10 mai 1940, au début de l'invasion de la Belgique par les troupes allemandes, Prosper Teughels est arrêté par la police judiciaire et enfermé six jours dans la prison de Charleroi. Cet emprisonnement dans des conditions assez pénibles l'incite à prendre sa revanche. Et en juillet 1940, il obtient son pardon de la part des instances du parti.
Par arrêté du secrétaire général Gérard Romsée, il est nommé bourgmestre de Charleroi le 28 mai 1941 en remplacement de Joseph Tirou[réf. nécessaire], puis du Grand Charleroi le 28 août 1942. Teughels, même s'il passait pour quelque peu exalté, réussit à côtoyer ce qui restait de membres de l'ancienne administration sans provoquer d'éclat particulier. Il n'était pas un mauvais administrateur, ni un persécuteur, mais il lui est reproché d'être au service de l'occupant à qui il doit son ascension.
Prosper Teughels sera bourgmestre jusqu'au 19 novembre 1942, date à laquelle il est assassiné par Victor Thonet, membre de l'Armée belge des partisans assisté de Raoul Baligand et de Franz Michiels.

## Conséquences
Cet assassinat provoque une nouvelle phase dans la répression menée par Alexander von Falkenhausen, gouverneur militaire de la Belgique et du Nord de la France. Pour la première fois l'exécution d'otages est revendiquée comme telle. Huit prisonniers sont fusillés à Breendonk le 27 novembre.